# Espectáculo de medio tiempo del Super Bowl LII
El espectáculo de medio tiempo del Super Bowl LII se llevó a cabo el 4 de febrero de 2018 en el U.S. Bank Stadium, ubicado en la ciudad de Minneapolis, Minnesota, como parte de la 52.ª edición del Super Bowl. El cantautor estadounidense Justin Timberlake fue el artista que encabezó la actuación, siendo su tercera participación en el medio tiempo del Super Bowl tras las ediciones de 2001 y 2004. Durante el espectáculo, interpretó varios de sus mayores éxitos como «Cry Me a River», «SexyBack» y «Filthy», además de haber realizado un tributo a Prince proyectando su imagen.
El espectáculo tuvo respuestas tanto positivas como negativas por parte de los medios, quienes destacaron los números de baile y la puesta en escena, pero criticaron la falta de emoción y la carencia de momentos memorables. En términos de audiencia, la actuación fue vista por 106.6 millones de personas en los Estados Unidos, que representó una caída del 9% respecto al año anterior y supuso el espectáculo de medio tiempo menos visto desde 2010. Por otra parte, recibió cuatro nominaciones a los premios Emmy de 2018.

## Antecedentes y desarrollo

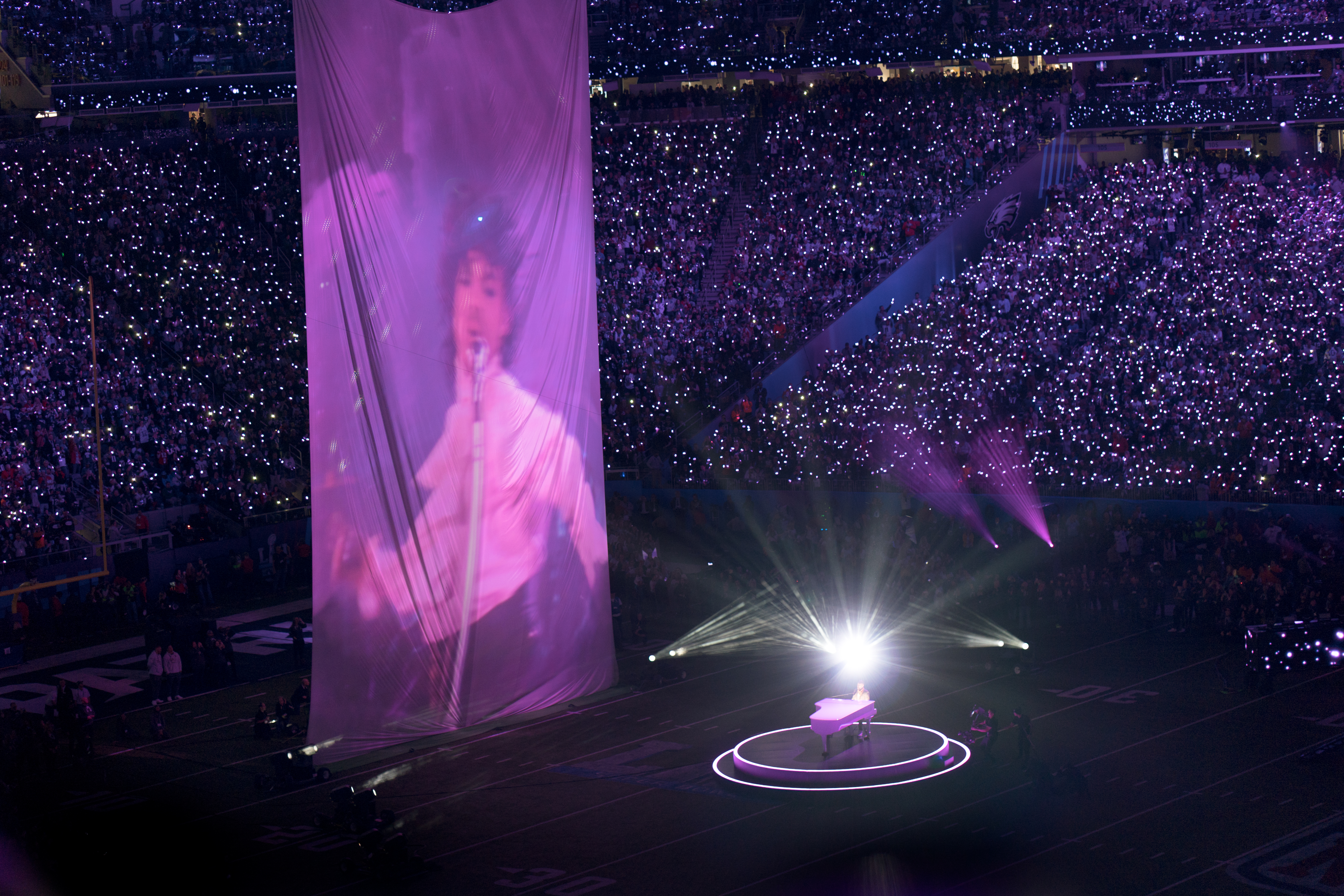
Timberlake interpretó «I Would Die 4 U» a dúo con el fallecido músico Prince gracias a un video previamente grabado que fue proyectado sobre un telón gigante.

A mediados de julio de 2017, comenzaron a circular diversos rumores a través de la web que aseguraban que el espectáculo del medio tiempo del Super Bowl LII sería encabezado por Britney Spears. Sin embargo, los ejecutivos de Pepsi, empresa que patrocinaría el espectáculo, desmintieron los rumores, aunque no descartaron la posibilidad de que Spears fuese seleccionada. Después del comunicado, varios medios empezaron a especular quiénes serían los mejores candidatos para la actuación, siendo algunos de los más comunes P!nk, Taylor Swift, Justin Timberlake, Justin Bieber, Rihanna y Ed Sheeran. En agosto, la prensa reportó que Jay-Z y Timberlake estaban en discusión para presentarse juntos. Aunque, semanas después, algunos medios indicaron que Jay-Z había declinado la oferta.
El 27 de septiembre, la revista Us Weekly, la cual había dado la exclusiva sobre la selección de Lady Gaga el año anterior, aseguró que Timberlake sería quien encabezaría el espectáculo y que de momento no se esperaban invitados especiales para la actuación. El 22 de octubre, durante el programa Sunday Night Football, la NFL confirmó que, en efecto, sería Timberlake quien llevaría a cabo la presentación. Al día siguiente, el artista también lo confirmó durante un segmento en el programa The Tonight Show Starring Jimmy Fallon, donde realizó junto a Jimmy Fallon un corto en el que ambos anunciaban la actuación jugando con los fonemas de «have» (tener) y «half» (medio). La actuación supondría la tercera aparición de Timberlake en el medio tiempo del Super Bowl, luego de la edición de 2001 como parte de NSYNC y posteriormente la polémica edición de 2004, donde cantó junto a Janet Jackson. Asimismo, Timberlake sería el artista en actuar más veces en el espectáculo.

## Actuación

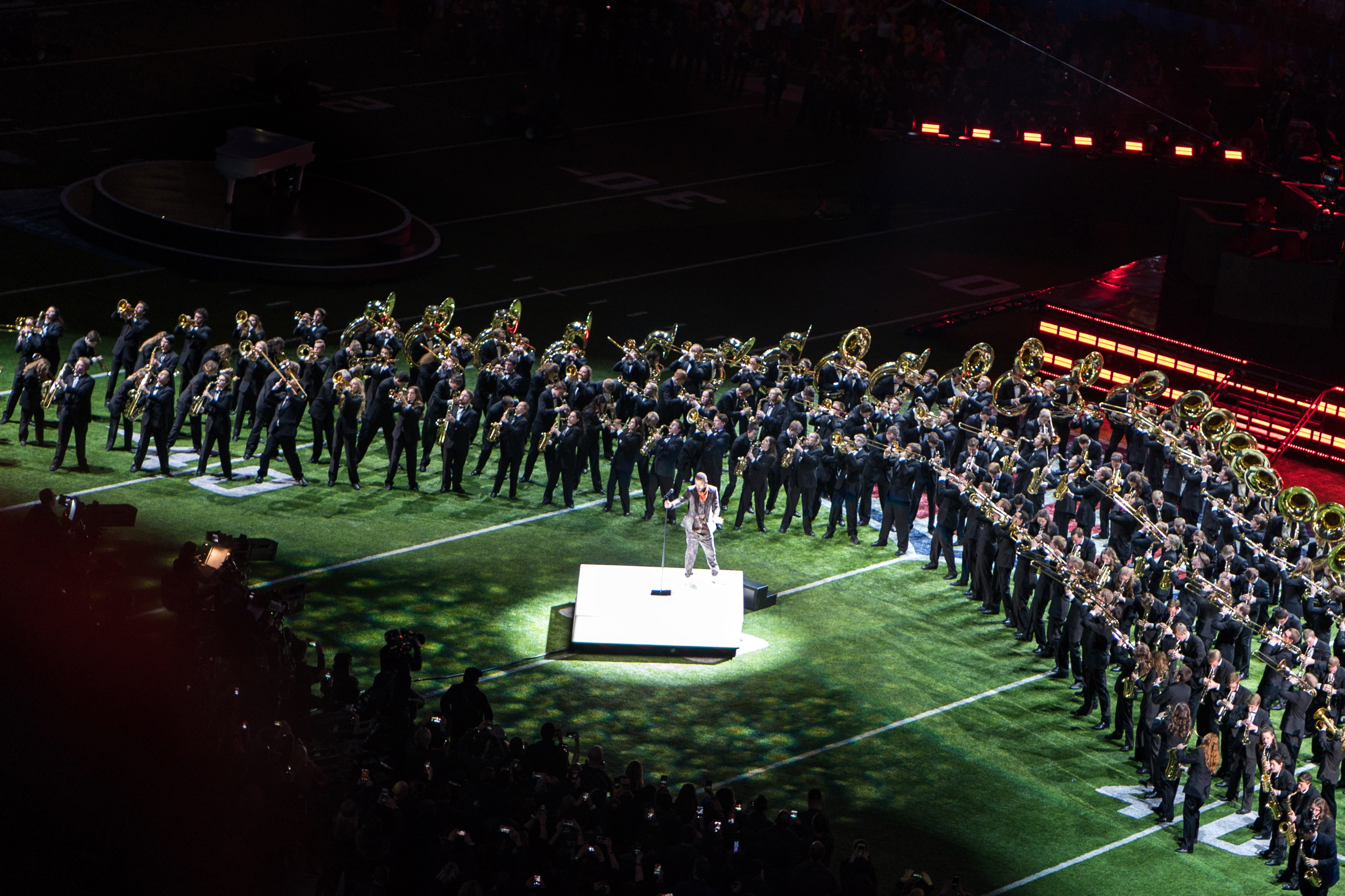
La banda de marcha de la Universidad de Minnesota acompañando a Timberlake en la canción «Suit & Tie».

El espectáculo fue introducido por Jimmy Fallon, que se hallaba sentado en un cartel de Pepsi. En seguida, Timberlake aparece interpretando «Filthy» en los camerinos del estadio rodeado de una multitud. Tras ello, sale al campo a través de una larga pasarela mientras canta «Rock Your Body». Timberlake continúa avanzando entre la multitud del campo interpretando «Señorita» y al llegar al escenario principal, empieza a cantar «SexyBack» y después «My Love» y  «Cry Me a River». Después, prosigue cantando «Suit & Tie» en el campo y luego se dirige a un segundo escenario con un piano, donde canta «Until the End of Time». Allí, aparece una gran proyección pregrabada de Prince mientras canta «I Would Die 4 U» y fuera del estadio, la ciudad se ilumina de color púrpura. A continuación, numerosos bailarines ingresan al campo con espejos iluminando el estadio mientras Timberlake canta «Mirrors». Finalmente, el espectáculo concluye con Timberlake caminando a través de la multitud en las gradas del estadio cantando «Can't Stop the Feeling!».

## Audiencia y comentarios de la crítica
De acuerdo con la revista Deadline Hollywood, el espectáculo fue visto en televisión por 106.6 millones de personas en los Estados Unidos, lo cual supuso una disminución del 9% respecto a los 117.5 millones que atrajo Lady Gaga el año anterior. Además, fue el espectáculo de medio tiempo menos visto desde el ofrecido por The Who en el Super Bowl XLIV (2010).
Por otra parte, el espectáculo tuvo críticas diversas. Jake Nevins publicó un artículo para el periódico The Guardian donde describió la actuación como «entretenida pero olvidable» y lo calificó con 3 estrellas de 5. El escritor Jon Caramanica de The New York Times dijo que Timberlake fue «fuerte en el baile, pero débil en la voz». Asimismo, Darren Franich de Entertainment Weekly expresó que la actuación fue «programada y vacía», y señaló que Timberlake se fue por lo seguro. El crítico Daniel Fienberg de The Hollywood Reporter coincidió y aseguró que el espectáculo fue «enérgico pero carente de emoción y espontaneidad». Chris Richards de The Washington Post llamó a la actuación en general «decepcionante».

## Impacto
Tras la actuación, el catálogo de Timberlake vio un aumento en ventas del 534% respecto al día anterior, con «Can't Stop the Feeling!» vendiendo 8000 copias, seguida por «Filthy» con 6000 copias. Asimismo, también vio un aumento en sus índices de streaming, recibiendo 7.05 millones tras la actuación, lo que supuso un aumento del 214%. En la semana completa, su álbum Man of the Woods, el cual estrenó dos días antes de la actuación, vendió 293 mil unidades, de las cuales, 242 mil fueron copias puras, con lo ingresó en la cima del Billboard 200 y marcó el mejor debut del 2018.

## Lista de canciones
1. «Filthy»
2. «Rock Your Body»
3. «Señorita»
4. «SexyBack»
5. «My Love»
6. «Cry Me a River»
7. «Suit & Tie»
8. «Until the End of Time»
9. «I Would Die 4 U» (con proyección pregrabada de Prince)
10. «Mirrors»
11. «Can't Stop the Feeling!»

Fuente: The Official UK Charts Company.

## Premios y nominaciones
| Año  | Premiación   | Categoría                                                                        | Resultado | Ref.  |
| ---- | ------------ | -------------------------------------------------------------------------------- | --------- | ----- |
| 2018 | Premios Emmy | Mejor Programa Especial                                                          | Nominado  | [ 6 ] |
| 2018 | Premios Emmy | Mejor Dirección Musical                                                          | Nominado  | [ 6 ] |
| 2018 | Premios Emmy | Mejor Diseño y Dirección de Luces en un Especial de Variedades                   | Nominado  | [ 6 ] |
| 2018 | Premios Emmy | Mejor Dirección, Control de Cámara y Vídeo en una Miniserie, Película o Especial | Nominado  | [ 6 ] |